# Svarttjärnen (Anundsjö socken, Ångermanland, 704215-158051)
Svarttjärnen är en sjö i Örnsköldsviks kommun i Ångermanland och ingår i Nätraåns huvudavrinningsområde.